# جيرو دي سيسيليا 2019
جيرو دي سيسيليا 2019 (بالإنجليزية: 2019 Giro di Sicilia)‏ هو سباق دراجات هوائية، وهو الموسم رقم 24 من السباق، وأقيم خلال الفترة 3 أبريل 2019، وحتى 6 أبريل 2019، وامتدّ لمسافة 708 كيلومتر، وهو أحد سباقات طواف أوروبا للدراجات 2019، وهو من نوع سباق المرحلة، وقد شارك في السباق 126 متسابقاً ووصل إلى نهايته 77 متسابقاً.
فاز فيه بالمركز الأول براندون ماكنولتي، وبالمركز الثاني ويليام مارتن، وبالمركز الثالث فوستو ماسنادا، والفائز في ترتيب التسلق مانويل بيليتي، والفائز حسب ترتيب النقاط للشباب براندون ماكنولتي، والفائز حسب ترتيب النقاط فوستو ماسنادا.

## الفرق
| فريق عالمي- UAE Team Emirates فرق قارية محترفة (10)- أندروني جوكاتولي-سيدرمك 2019 ‏ - Bardiani CSF - ديلكو ‏ - غازبروم روسفيلو ‏ - Israel Cycling Academy - ويلير تريستينا-سيل إيطاليا 2019 ‏ - نيبو-فيني فانتيني-يوربا أوفيني ‏ - Rally UHC Cycling - ريوال ريددينز 2019 ‏ - Wanty-Groupe Gobert فرق قارية (7)- أموري وفيتا - برودير 2019 ‏ - Coldeportes Bicicletas Strongman ‏ - D'Amico–UM Tools ‏ - جيوتي فيكتوريا سافيني ديو ‏ - إيولو كوميت ‏ - MG.K vis Colors for Peace ‏ - كولباك ‏ |  |
| |  |

## المراحل
| قائمة المراحل | قائمة المراحل | قائمة المراحل             | قائمة المراحل      | قائمة المراحل | قائمة المراحل     | قائمة المراحل     |
| المرحلة       | التاريخ       | الدورة                    |                    | المسافة (كم)  | الفائز بالمرحلة   | القائد العام      |
| ------------- | ------------- | ------------------------- | ------------------ | ------------- | ----------------- | ----------------- |
| مرحلة 1       | 3 أبريل       | قطانية – ميلاتسو          | مرحلة مستوية       | 165           | ريكاردو ستاكليوتي | ريكاردو ستاكليوتي |
| مرحلة 2       | 4 أبريل       | كابو دورلاندو – باليرمو   | مرحلة جبلية متوسطة | 236           | مانويل بيليتي     | مانويل بيليتي     |
| مرحلة 3       | 5 أبريل       | قلعة النساء – رغوس        | مرحلة جبلية متوسطة | 188           | براندون ماكنولتي  | براندون ماكنولتي  |
| مرحلة 4       | 6 أبريل       | جارديني ناكسوس – جبل إتنا | مرحلة جبلية        | 119           | ويليام مارتن      | براندون ماكنولتي  |

## النتيجة

### مرحلة 1
هي مرحلة مسطحة، أجريت في 3 أبريل 2019، وامتدّت لمسافة 165 كيلومتر فاز بالمرحلة ريكاردو ستاكليوتي، ومتصدر الترتيب العام في نهاية المرحلة ريكاردو ستاكليوتي.
| التصنيف العام         | التصنيف العام            | التصنيف العام | التصنيف العام                 | التصنيف العام     |
| العداء                | العداء                   | البلد         | الفريق                        | الوقت             |
| --------------------- | ------------------------ | ------------- | ----------------------------- | ----------------- |
| 1                     | ريكاردو ستاكليوتي        | إيطاليا       | Giotti Victoria-Palomar       | 3 س 47 دقيقة 52 ث |
| 2                     | مانويل بيليتي            | إيطاليا       | Androni Giocattoli-Sidermec   | + 4 ث             |
| 3                     | لوكا باسيوني             | إيطاليا       | Neri Sottoli-Selle Italia-KTM | + 6 ث             |
| 4                     | كريستر هاغن              | النرويج       | Riwal Readynez                | + 7 ث             |
| 5                     | Sergey Shilov (cyclist) ‏ | روسيا         | Gazprom-RusVelo               | + 10 ث            |
| 6                     | خوان سباستيان مولانو     | كولومبيا      | فريق الإمارات                 | + 10 ث            |
| 7                     | Iuri Filosi ‏             | إيطاليا       | Delko Marseille Provence      | + 10 ث            |
| 8                     | ماركو تيزا               | إيطاليا       | Amore & Vita-Prodir           | + 10 ث            |
| 9                     | فينتشنزو ألبانيز         | إيطاليا       | Bardiani CSF                  | + 10 ث            |
| 10                    | داميانو سيما             | إيطاليا       | Nippo-Vini Fantini-Faizanè    | + 10 ث            |
| مصدر: ProCyclingStats |                          |               |                               |                   |

### مرحلة 2
هي مرحلة جبلية متوسطة، أجريت في 4 أبريل 2019، وامتدّت لمسافة 236 كيلومتر فاز بالمرحلة مانويل بيليتي، ومتصدر الترتيب العام في نهاية المرحلة مانويل بيليتي.
| التصنيف العام         | التصنيف العام            | التصنيف العام    | التصنيف العام                 | التصنيف العام     |
| العداء                | العداء                   | البلد            | الفريق                        | الوقت             |
| --------------------- | ------------------------ | ---------------- | ----------------------------- | ----------------- |
| 1                     | مانويل بيليتي            | إيطاليا          | Androni Giocattoli-Sidermec   | 9 س 47 دقيقة 02 ث |
| 2                     | ريكاردو ستاكليوتي        | إيطاليا          | Giotti Victoria-Palomar       | + 0 ث             |
| 3                     | خوان سباستيان مولانو     | كولومبيا         | فريق الإمارات                 | + 12 ث            |
| 4                     | لوكا باسيوني             | إيطاليا          | Neri Sottoli-Selle Italia-KTM | + 12 ث            |
| 5                     | كريستر هاغن              | النرويج          | Riwal Readynez                | + 13 ث            |
| 6                     | Andreas Kron ‏            | الدنمارك         | Riwal Readynez                | + 13 ث            |
| 7                     | أندريا تونياتي ‏          | إيطاليا          | Colpack                       | + 14 ث            |
| 8                     | Viesturs Lukševics ‏      | لاتفيا           | Alpha Baltic-Maratoni.lv      | + 15 ث            |
| 9                     | Sergey Shilov (cyclist) ‏ | روسيا            | Gazprom-RusVelo               | + 16 ث            |
| 10                    | كولن جويس                | الولايات المتحدة | Rally UHC Cycling             | + 16 ث            |
| مصدر: ProCyclingStats |                          |                  |                               |                   |

### مرحلة 3
هي مرحلة جبلية متوسطة، أجريت في 5 أبريل 2019، وامتدّت لمسافة 188 كيلومتر فاز بالمرحلة براندون ماكنولتي، ومتصدر الترتيب العام في نهاية المرحلة براندون ماكنولتي.
| التصنيف العام         | التصنيف العام        | التصنيف العام    | التصنيف العام                 | التصنيف العام      |
| العداء                | العداء               | البلد            | الفريق                        | الوقت              |
| --------------------- | -------------------- | ---------------- | ----------------------------- | ------------------ |
| 1                     | براندون ماكنولتي     | الولايات المتحدة | Rally UHC Cycling             | 14 س 29 دقيقة 36 ث |
| 2                     | أودد كريستيان إيكينغ | النرويج          | Wanty-Gobert                  | + 59 ث             |
| 3                     | جيوفاني فيسكونتي     | إيطاليا          | Neri Sottoli-Selle Italia-KTM | + 1 دقيقة 02 ث     |
| 4                     | ماركو تيزا           | إيطاليا          | Amore & Vita-Prodir           | + 1 دقيقة 06 ث     |
| 5                     | باولو توتو           | إيطاليا          | Sangemini-MG.Kvis-Vega        | + 1 دقيقة 06 ث     |
| 6                     | ويليام مارتن         | فرنسا            | Wanty-Gobert                  | + 1 دقيقة 06 ث     |
| 7                     | جان بولانك           | سلوفينيا         | فريق الإمارات                 | + 1 دقيقة 06 ث     |
| 8                     | Matteo Montaguti ‏    | إيطاليا          | Androni Giocattoli-Sidermec   | + 1 دقيقة 06 ث     |
| 9                     | ألكساندر فلاسوف      | روسيا            | Gazprom-RusVelo               | + 1 دقيقة 06 ث     |
| 10                    | Simone Petilli ‏      | إيطاليا          | فريق الإمارات                 | + 1 دقيقة 06 ث     |
| مصدر: ProCyclingStats |                      |                  |                               |                    |

### مرحلة 4
هي مرحلة جبلية، أجريت في 6 أبريل 2019، وامتدّت لمسافة 119 كيلومتر فاز بالمرحلة ويليام مارتن، ومتصدر الترتيب العام في نهاية المرحلة براندون ماكنولتي.
| التصنيف العام         | التصنيف العام    | التصنيف العام    | التصنيف العام                 | التصنيف العام      |
| العداء                | العداء           | البلد            | الفريق                        | الوقت              |
| --------------------- | ---------------- | ---------------- | ----------------------------- | ------------------ |
| 1                     | براندون ماكنولتي | الولايات المتحدة | Rally UHC Cycling             | 18 س 07 دقيقة 24 ث |
| 2                     | ويليام مارتن     | فرنسا            | Wanty-Gobert                  | + 42 ث             |
| 3                     | فوستو ماسنادا    | إيطاليا          | Androni Giocattoli-Sidermec   | + 56 ث             |
| 4                     | ألكساندر فلاسوف  | روسيا            | Gazprom-RusVelo               | + 1 دقيقة 11 ث     |
| 5                     | جيوفاني فيسكونتي | إيطاليا          | Neri Sottoli-Selle Italia-KTM | + 1 دقيقة 24 ث     |
| 6                     | جان بولانك       | سلوفينيا         | فريق الإمارات                 | + 1 دقيقة 34 ث     |
| 7                     | Dayer Quintana ‏  | كولومبيا         | Neri Sottoli-Selle Italia-KTM | + 2 دقيقة 02 ث     |
| 8                     | ماورو فينيتو     | إيطاليا          | Delko Marseille Provence      | + 2 دقيقة 03 ث     |
| 9                     | ميشيل رييس       | لوكسمبورغ        | تريك سيغافريدو                | + 2 دقيقة 11 ث     |
| 10                    | Simone Petilli ‏  | إيطاليا          | فريق الإمارات                 | + 2 دقيقة 16 ث     |
| مصدر: ProCyclingStats |                  |                  |                               |                    |

## التصنيف العام النهائي
| التصنيف العام         | التصنيف العام    | التصنيف العام    | التصنيف العام                 | التصنيف العام      |
| الدراج                | الدراج           | البلد            | الفريق                        | الوقت              |
| --------------------- | ---------------- | ---------------- | ----------------------------- | ------------------ |
| 1.                    | براندون ماكنولتي | الولايات المتحدة | Rally UHC Cycling             | 18 س 07 دقيقة 24 ث |
| 2.                    | ويليام مارتن     | فرنسا            | Wanty-Gobert                  | + 42 ث             |
| 3.                    | فوستو ماسنادا    | إيطاليا          | Androni Giocattoli-Sidermec   | + 56 ث             |
| 4.                    | ألكساندر فلاسوف  | روسيا            | Gazprom-RusVelo               | + 1 دقيقة 11 ث     |
| 5.                    | جيوفاني فيسكونتي | إيطاليا          | Neri Sottoli-Selle Italia-KTM | + 1 دقيقة 24 ث     |
| 6.                    | جان بولانك       | سلوفينيا         | فريق الإمارات                 | + 1 دقيقة 34 ث     |
| 7.                    | Dayer Quintana ‏  | كولومبيا         | Neri Sottoli-Selle Italia-KTM | + 2 دقيقة 02 ث     |
| 8.                    | ماورو فينيتو     | إيطاليا          | Delko Marseille Provence      | + 2 دقيقة 03 ث     |
| 9.                    | ميشيل رييس       | لوكسمبورغ        | تريك سيغافريدو                | + 2 دقيقة 11 ث     |
| 10.                   | Simone Petilli ‏  | إيطاليا          | فريق الإمارات                 | + 2 دقيقة 16 ث     |
| مصدر: ProCyclingStats |                  |                  |                               |                    |

### تصنيف النقاط
| تصنيف النقاط          | تصنيف النقاط             | تصنيف النقاط     | تصنيف النقاط                  | تصنيف النقاط |
| الدراج                | الدراج                   | البلد            | الفريق                        | الوقت        |
| --------------------- | ------------------------ | ---------------- | ----------------------------- | ------------ |
| 1.                    | مانويل بيليتي            | إيطاليا          | Androni Giocattoli-Sidermec   | 25 نقطة      |
| 2.                    | براندون ماكنولتي         | الولايات المتحدة | Rally UHC Cycling             | 19 نقطة      |
| 3.                    | ويليام مارتن             | فرنسا            | Wanty-Gobert                  | 14 نقطة      |
| 4.                    | جيوفاني فيسكونتي         | إيطاليا          | Neri Sottoli-Selle Italia-KTM | 13 نقطة      |
| 5.                    | Sergey Shilov (cyclist) ‏ | روسيا            | Gazprom-RusVelo               | 12 نقطة      |
| 6.                    | ألكساندر فلاسوف          | روسيا            | Gazprom-RusVelo               | 11 نقطة      |
| 7.                    | فوستو ماسنادا            | إيطاليا          | Androni Giocattoli-Sidermec   | 11 نقطة      |
| 8.                    | أودد كريستيان إيكينغ     | النرويج          | Wanty-Gobert                  | 10 نقطة      |
| 9.                    | باولو توتو               | إيطاليا          | Sangemini-MG.Kvis-Vega        | 10 نقطة      |
| 10.                   | كولن جويس                | الولايات المتحدة | Rally UHC Cycling             | 9 نقطة       |
| مصدر: ProCyclingStats |                          |                  |                               |              |

### تصنيف الجبال
| تصنيف الجبال          | تصنيف الجبال         | تصنيف الجبال     | تصنيف الجبال                  | تصنيف الجبال |
| الدراج                | الدراج               | البلد            | الفريق                        | الوقت        |
| --------------------- | -------------------- | ---------------- | ----------------------------- | ------------ |
| 1.                    | فوستو ماسنادا        | إيطاليا          | Androni Giocattoli-Sidermec   | 27 نقطة      |
| 2.                    | ويليام مارتن         | فرنسا            | Wanty-Gobert                  | 20 نقطة      |
| 3.                    | براندون ماكنولتي     | الولايات المتحدة | Rally UHC Cycling             | 12 نقطة      |
| 4.                    | ألكساندر فلاسوف      | روسيا            | Gazprom-RusVelo               | 12 نقطة      |
| 5.                    | Simone Petilli ‏      | إيطاليا          | فريق الإمارات                 | 10 نقطة      |
| 6.                    | Dayer Quintana ‏      | كولومبيا         | Neri Sottoli-Selle Italia-KTM | 9 نقطة       |
| 7.                    | Fabien Doubey ‏       | فرنسا            | Wanty-Gobert                  | 5 نقطة       |
| 8.                    | إسحاق كانتون ‏        | إسبانيا          | Kometa                        | 5 نقطة       |
| 9.                    | Diego Pablo Sevilla ‏ | إسبانيا          | Kometa                        | 5 نقطة       |
| 10.                   | جيوفاني فيسكونتي     | إيطاليا          | Neri Sottoli-Selle Italia-KTM | 3 نقطة       |
| مصدر: ProCyclingStats |                      |                  |                               |              |

## تصانيف فرعية

### تصنيف أفضل شاب
| تصنيف أفضل شاب        | تصنيف أفضل شاب           | تصنيف أفضل شاب   | تصنيف أفضل شاب                   | تصنيف أفضل شاب     |
| الدراج                | الدراج                   | البلد            | الفريق                           | الوقت              |
| --------------------- | ------------------------ | ---------------- | -------------------------------- | ------------------ |
| 1.                    | براندون ماكنولتي         | الولايات المتحدة | Rally UHC Cycling                | 18 س 07 دقيقة 24 ث |
| 2.                    | ألكساندر فلاسوف          | روسيا            | Gazprom-RusVelo                  | + 1 دقيقة 11 ث     |
| 3.                    | Diego Pablo Sevilla ‏     | إسبانيا          | Kometa                           | + 2 دقيقة 11 ث     |
| 4.                    | أودد كريستيان إيكينغ     | النرويج          | Wanty-Gobert                     | + 3 دقيقة 25 ث     |
| 5.                    | خوان بيدرو لوبيز         | إسبانيا          | Kometa                           | + 3 دقيقة 36 ث     |
| 6.                    | أليخاندرو أوسوريو (دراج) | كولومبيا         | Nippo-Vini Fantini-Faizanè       | + 3 دقيقة 58 ث     |
| 7.                    | بيترو فيلاسكو            | إيطاليا          | Neri Sottoli-Selle Italia-KTM    | + 4 دقيقة 08 ث     |
| 8.                    | Federico Zurlo ‏          | إيطاليا          | Giotti Victoria-Palomar          | + 5 دقيقة 02 ث     |
| 9.                    | Johnatan Cañaveral ‏      | كولومبيا         | Bicicletas Strongman Coldeportes | + 5 دقيقة 11 ث     |
| 10.                   | Stefano Oldani ‏          | إيطاليا          | Kometa                           | + 6 دقيقة 24 ث     |
| مصدر: ProCyclingStats |                          |                  |                                  |                    |

## وصلات خارجية
- الموقع الرسمي
- لمحة عن سباق جيرو دي سيسيليا 2019 على موقع  ProCyclingStats   (برو  سايكلنج  ستاتس) - إحصاءات  محترفي  الدراجات.
- جيرو دي سيسيليا 2019 على موقع إحصائيات الدراجات الإحترافية (الإنجليزية)